# La Croix bleue (nouvelle)
Pour les articles homonymes, voir Croix Bleue (homonymie).
La Croix bleue (The Blue Cross) est une nouvelle policière écrite par G. K. Chesterton. Elle paraît pour la première fois en septembre 1910 dans The Story-Teller avant d'être insérée, en juillet 1911, dans le recueil La Clairvoyance du père Brown (The Innocence of Father Brown), paru chez l’éditeur Cassell and Co., à Londres, Angleterre.  La Croix bleue, la toute première et la plus célèbre nouvelle du recueil, a connu une première version sous le titre Valentin Follows a Curious Trail, publiée dans le journal américain The Saturday Evening Post de Philadelphie, dès juin 1910.

## Résumé
Cette nouvelle policière adopte le point de vue de l'inspecteur français Valentin, en mission à Londres pour tenter d'arrêter Flambeau, un dangereux criminel. Pendant son trajet en sol britannique, à une petite gare, un prêtre catholique monte dans le wagon et déclare à tous les voyageurs devoir être prudent, car il transporte une croix en or sertie de pierres précieuses bleues d'une inestimable valeur. L'inspecteur, après avoir conseillé à ce naïf d'être plus discret, se rend à Scotland Yard pour régulariser son séjour.  Alors que Flambeau reste introuvable, en dépit de sa haute taille et de sa forte carrure qui le rendent facilement repérable, Valentin prend son repas dans un restaurant de la capitale britannique et découvre que sel et sucre ont été intervertis de leurs récipients respectifs.  Renseignements pris auprès du propriétaire de l'établissement : cette farce est probablement l'œuvre de deux prêtres catholiques, un très grand costaud et un petit malingre, ce dernier s'étant en outre amusé, juste avant de quitter les lieux, à lancer sa soupe sur le mur et à payer pour les dommages.  
Valentin se décide alors « dans les ténèbres où son esprit se trouvait plongé, à suivre la direction indiquée par le premier doigt bizarre qu'il rencontrait. »  Non loin du restaurant, à l'étalage d'un fruitier, les cartons précisant le prix des oranges et des noix ont été échangés : le marchand en accuse deux ecclésiastiques et donne à Valentin la direction prise par ces plaisantins. Au-delà du deuxième square, un agent en faction renseigne Valentin sur les deux prêtres dont un tout petit qui avait le comportement loufoque d'un ivrogne. De fil en aiguille, Valentin suit ainsi la trace des ecclésiastiques grâce à des indices toujours extravagants et, dans une pâtisserie, une jeune vendeuse anguleuse lui apprend que le lourd paquet que le petit prêtre lui a confié a déjà été envoyé à la police.  Plus tard, dans le grand parc d'Hampstead Heath, flanqué de deux agents, l'inspecteur français assiste depuis un arbre derrière lequel il s'est dissimulé à une discussion sur la foi et le péché entre un prêtre costaud, dans lequel Valentin reconnaît immédiatement Flambeau, et le petit homme à la croix en or déjà rencontré dans le train. À ce moment, Flambeau menace le petit prêtre de lui faire subir des sévices s'il ne lui livre pas immédiatement la croix en sa possession. Sur ce, et avec humilité, le père Brown informe Flambeau qu'il n'a plus cet objet et que trois policiers derrière l'arbre tout à côté de leur banc attendent pour procéder à son arrestation.

## Éditions
Éditions originales en anglais
- Valentin Follows a Curious Trail, The Saturday Evening Post, Philadelphie, juin 1910 ;
- The Blue Cross, The Story-Teller, Londres, septembre 1910 ;
- The Blue Cross, in The Innocence of Father Brown, Cassell & Co., Londres, 1911.

Éditions françaises
- La Croix bleue (traduction d'Émile Cammaerts), dans L'Abbé Brown, Paris, Perrin, 1914 ;
- La Croix bleue (traduction d'Émile Cammaerts), dans La Clairvoyance de père Brown, Paris, Perrin, 1919 ;
- La Croix bleue (traduction d'Émile Cammaerts), dans La Clairvoyance de père Brown, Paris, Julliard, « P.J. bis », 1971 ;
- La Croix bleue (traduction d'Émile Cammaerts), dans La Clairvoyance de père Brown, Paris, Cercle du Bibliophile, « Les Chefs-d'œuvre du roman policier » no 30, 1974 ;
- La Croix bleue (traduction d'Émile Cammaerts), dans La Clairvoyance de père Brown, Paris, UGE, « 10/18 » no 1562, 1983 ;
- La Croix bleue (traduction d'Émile Cammaerts, révisée par Anne Guillaume), dans Les Enquêtes du père Brown, Paris, Omnibus, 2008. Traduction intégrale.

## Adaptations

### Cinéma
- 1934 : Father Brown, Detective de Edward Sedgwick, avec Walter Connolly. Adaptation assez infidèle du récit original.
- 1954 : Détective du bon Dieu de Robert Hamer, avec Alec Guinness. Remake qui respecte un peu plus la nouvelle originale.

### Télévision
- 1970 : La Croce Azzurra, épisode de la série télévisée de la RAI I Racconti Di Padre Brown, avec Renato Rascel.  Adaptation très fidèle.
- 2013 : The Blue Cross, épisode[1] de la série télévisée Father Brown (2013 TV series) (en), avec Mark Williams.

### Bande dessinée
- La Croix de saphir (série Abbé Brown # 1). Adaptation François Rivière, dessin Yves Urbain. Bruxelles : Claude Lefrancq Éditeur (CLE), coll. « BDétectives »,  impr. février 1991, 48 p.  (ISBN 2-87153-047-5)

## Sources
- Francis Lacassin, Father Brown ou À la recherche du ciel perdu dans Mythologie du roman policier, vol. 1, UGE, 10/18 no 867, 1974, p. 167-267.